# Академія музики, театру і образотворчих мистецтв Республіки Молдови
Академія музики, театру і образотворчих мистецтв (рум. Academia de Muzică, Teatru și Arte Plastice) — вищий навчальний заклад Республіки Молдова, розташований у місті Кишиневі.

## Історія
У 1940 році було створено «Кишинівську державну консерваторію», 1957 року консерваторії присвоєно ім'я Гаврила Музиченка. На базі консерваторії у 1963 році створено «Кишинівський державний інститут мистецтв імені Гаврила Музическу». Після проголошення незалежності Молдови, на базі «Кишинівського державного інституту мистецтв», створено «Академію музики, театру і образотворчих мистецтв».
Академія — єдиний у Молдові ВНЗ, який готує висококваліфікованих фахівців для всіх галузей культури й мистецтв. У 2006 році Академія отримала чергову акредитацію.
Академія здійснює підготовку фахівців у таких царинах: музика (академічна, народна, популярна), театр, мультимедіа, танець, образотворчі та декоративні мистецтва, дизайн (одягу, інтер'єру), культурологія, художній менеджмент.
В академії навчаються близько 1200 студентів, працює близько 400 працівників.

## Факультети
Академія включає 4 факультети:
1. Факультет інструментальних мистецтв, композиції й музикознавства;
2. Факультет вокальних мистецтв, диригування і музичної педагогіки;
3. Факультет театру, кіно і танцю;
4. Факультет образотворчих мистецтв.

Навчальний процес здійснюється відповідно до положень Болонського процесу.
Академія пропонує університетське навчання I ступеня (ліцензіат) і II ступеня (мастерат).
Також, здійснюється навчання в рамках докторантури за спеціальностями «театральна майстерність» і «музика».

## Відомі викладачі
- Азрікан Арнольд Григорович
- Аксьонов Бено Максович
- Аксьонова Лідія Валер'янівна
- Альошина-Александрова Тамара Григорівна
- Аронецька Надія Степанівна
- Бабич Лідія Йосипівна
- Ваверко Людмила Веніамінівна
- Гарштя Віра Олександрівна
- Гершфельд Григорій Ісаакович
- Гершфельд Давид Григорович
- Гуров Леонід Симонович
- Гуртовий Тимофій Іванович
- Загорський Василь Георгійович
- Лівшиць Матус Якович
- Копитман Марк Рувімович
- Мілютін Борис Семенович
- Тімофті Михайло Василевич
- Рівіліс Павло Борисович
- Фішман Макс Шахнович
- Цибульська Юлія Георгіївна

## Відомі випускники
- Аксьонов Бено Максович (нар. 2 квітня 1946)  — радянський та молдовський театральний режисер, актор театру, кіно та телебачення, педагог, сценарист. Заслужений артист Молдавської РСР. Лауреат міжнародних, всесоюзних та республіканських театральних фестивалів[
- Аранов Шико Беніямінович (нар. 23 квітня 1905 — пом. 28 листопада 1969) — український та молдавський музикант, Заслужений діяч мистецтв МРСР (1950), Народний артист МРСР (1953).
- Бієшу Марія Лук'янівна (нар. 3 серпня 1935 — пом. 16 травня 2012) — молдовська радянська оперна та камерна співачка (лірико-драматичне сопрано), педагог. Народна артистка СРСР (1970), лауреат Ленінської премії (1982), Державної премії СРСР (1974), Герой Соціалістичної Праці (1990).
- Ботезату Парасковія Андріївна (нар. 29 жовтня 1922 — пом. 2001) — молдовська радянська співачка (ліричне сопрано), педагог, Народна артистка МРСР (1966).
- Еуженіу Дога (нар. 1 березня 1937) — молдовський та радянський композитор. Народний артист МРСР (1982). Народний артист СРСР (1987). Лауреат Державних премій МРСР (1980) і РСФСР (1984).
- Іон Алдя-Теодорович (нар. 7 квітня 1954 — пом. 30 жовтня 1992) — молдавський радянський композитор і співак.
- Загорський Василь Георгійович (нар. 27 лютого 1926 — пом. 1 жовтня 2003) — український та молдовський композитор, педагог та піаніст.
- Жерегі Валеріу Ісайович нар. 19 жовтня 1948) — молдовський кінорежисер та сценарист. З 2016 року директор Національного центру кінематографії Молдови.
- Жиглицький В'ячеслав Анатолійович (нар. 6 лютого 1970 р.) — молдовський скульптор.
- Чебан Тамара Савеліївна (нар. 5 грудня 1914 — пом. 23 жовтня 1990) — молдовська радянська співачка (сопрано), педагог. Народна артистка СРСР (1960). Лауреат Сталінської премії (1950).
- Лункевич Сергій Олександрович (нар. 29 квітня 1934 — пом. 15 серпня 1995) — молдовський радянський диригент, скрипаль, композитор, актор, фольклорист. Народний артист СРСР (1976).
- Миколайчук Микола Іванович (нар. 14 жовтня 1947) — український музикант, педагог. Заслужений працівник культури України (1993).
- Огнівцев Олександр Павлович (нар. 27 серпня 1920 — пом. 8 вересня 1981) — український та російський радянський співак (бас). Народний артист СРСР (1965).
- Пропищан Софія Наумівна (нар. 2 листопада 1950) — радянська російська скрипалька, музичний педагог, професор. Заслужена артистка Росії.
- Ротару Софія Михайлівна (нар. 7 серпня 1947]) — радянська та українська естрадна співачка, Народна артистка СРСР, Народна артистка України, Заслужена артистка МРСР, Герой України (2002).
- Джета Бурлаку (справжнє ім'я: Джета Поворознюк; нар. 22 липня 1974) — молдовська співачка, учасниця Євробачення 2008 (пісня «A Century of Love»).
- Неллі Чобану (нар. 28 жовтня 1974) — молдовська співачка, учасниця Євробачення 2009 (пісня «Hora din Moldova»). Заслужений діяч мистецтв Республіки Молдова (2001).
- Мунтян Михайло Іванович (нар. 15 серпня 1943 — молдовський радянський оперний співак (тенор). Народний артист СРСР (1986).
- Повзун Василь Петрович (нар. 22 лютого 1919 — пом. 30 серпня 2011) — український кларнетист та музичний педагог, Заслужений діяч мистецтв України.
- Тома Світлана Андріївна (нар. 24 травня 1947) — російська акторка. Заслужена артистка Молдавської РСР (1979).
- Ткач Юхим Маркович (нар. 8 січня, 1928 — 27 квітня, 2003) — молдовський радянський музикознавець, критик, публіцист, педагог, громадський діяч. Член Спілки композиторів Молдови.
- Чепрага Надія Олексіївна (нар. 1 вересня 1956) — молдовська радянська естрадна співачка, Заслужена артистка Росії (1999), Народна артистка Молдавської РСР (1988).